# Czongkemin
Czongkemin (kirg. Чоң Кемин) – rzeka w północnym Kirgistanie.
Powierzchnia basenu 1890 km², średni roczny przepływ 21,7 m³/s. Wpada do rzeki Czu.
W 1911 r. w dolinie rzeki znajdowało się epicentrum bardzo silnego trzęsienia ziemi.